# У привидів у полоні (фільм)
«У привидів у полоні» (рос. У призраков в плену) — український радянський атеїстичний фільм режисера Анатолія Іванова, відзнятий 1984 року за мотивами повісті Володимира Кашина «Чужа зброя».
Фільм вийшов в прокат в УРСР у 1984 році з українським дубляжем від Кіностудії Довженка.

## Сюжет
Марія вступає в секту п'ятидесятників. Молодий робітник Іван, котрий покохав дівчину, намагається позбавити її від впливу секти, але йому заважає глава сектантів — жорстокий і підступний Лагута, який відіграє фатальну роль у долі Марії.

## У ролях
- Олена Фіногєєва — Марія
- Олександр Денисенко — Іван
- Сергій Яковлев — Лагута
- Людмила Сосюра — Степанида
- Олександра Яковлева — Валя
- Юрій Ступаков — Котов
- Леонід Яновський — Льоня
- Лада Кушкова — Марія в дитинстві
- Леонід Бакштаєв — батько Марії
- Сергій Підгорний — Андрій
- Костянтин Степанков — Павло Андріанович
- Тамара Совчі — слідча
- Василь Петренко — Льоня Святий (немає в титрах)
- Сергій Корсуненко — епізод
- Людмила Алфімова — епізод
- Борис Болдиревський — епізод
- Анатолій Білий — епізод
- Іван Гаврилюк — епізод
- Сергій Дворецький — епізод
- Людмила Лобза — епізод
- Ірина Мельник — епізод
- Віктор Панченко — епізод
- Михайло Ігнатов — епізод
- Олена Чекан — епізод
- В. Кашуба — епізод

## Знімальна група
- Автор сценарію: Віктор Копилець
- Режисер-постановник: Анатолій Іванов
- Оператор-постановник: Борис М'ясников
- Художники-постановники: Олександр Вдовиченко, Микола Поштаренко
- Композитор: Олександр Злотник
- Монтажер: Лариса Улицька
- Режисер: Михайло Шаєвич
- Оператори: О. Глущук, Володимир Гутовський
- Звукооператор: Олександр Кузьмін
- Художник по костюмах: І. Чубова
- Художник по гриму: Василь Гаркавий
- Комбіновані зйомки: 
  - оператор — Б. Серьожкін
  - художник — В. Сидоренко
- Редактор: Марина Меднікова
- Директор картини: Дмитро Бондарчук